# ルアンダ
ルアンダ（Luanda）は、アンゴラの首都。同国最大の都市でアフリカ南西部の大西洋に面し、アンゴラの主要港であると共に行政の中心でもある。約450万人の人口（2009年）を擁し、ルアンダ州の州都である。

## 歴史

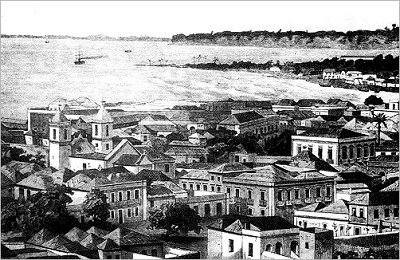
1883年のルアンダ中心部

ルアンダは、1575年にサン・パウロ・デ・ルアンダ (São Paulo de Luanda) としてパウロ・ディアス・デ・ノヴァイスの率いるポルトガル人によって植民され、アフリカ黒人奴隷の重要な輸出港となった。1641年オランダの西インド会社軍によって占領されたが、1648年にはブラジル植民地軍によって奪回されている。奴隷供給源の喪失はブラジル植民地にとって大打撃だったからである。
ブラジルとルアンダの結びつきは強く、1822年のポルトガルからのブラジル帝国独立時にはポルトガル領アンゴラをブラジルの植民地とする動きさえあったが、1850年代までになされた奴隷貿易停止と、1888年の黄金法制定によるブラジルにおける奴隷制廃止によって関係は消滅した。
1961年からアンゴラはポルトガル軍と独立戦争を戦い、1975年11月10日には最後のポルトガル軍守備隊がルアンダの港から母国へ帰還していった。アンゴラ独立後もポルトガル系アンゴラ人が残ったが、やがて町から去り、アンゴラ独立戦争時にアンゴラ解放人民運動 (MPLA) の革命軍を支援したキューバ人が取って代わった。キューバ人の多くはキューバ軍の兵士であった。
ルアンダにはローマ・カトリック教会の大司教座がおかれている。またアンゴラ大学、17世紀に建てられた砦であるサン・ミゲル要塞、旧ポルトガル総督府などがある。

## 住民
ルアンダの住人は主にアフリカ系民族であり、 住民にはオヴィンブンド人、キンブンド人、コンゴ人が含まれる。アンゴラの公用語はポルトガル語であるが、たくさんのバントゥー語に関連した土着の言語が話されている。ヨーロッパ系の住民はごくわずかである。

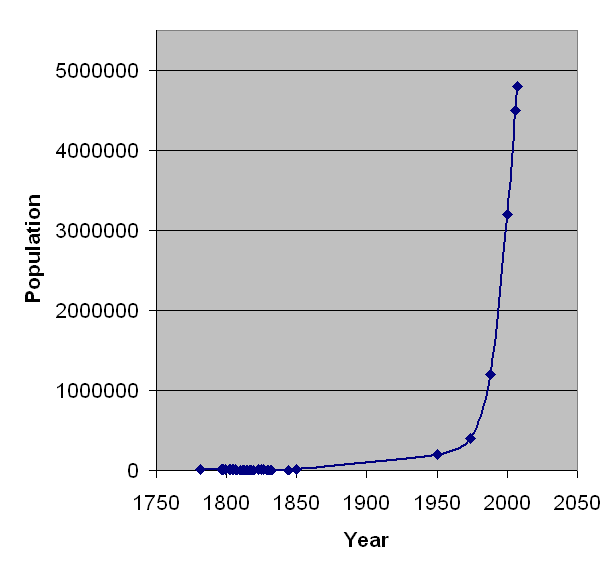
ルアンダの都市人口の推移グラフ。20世紀後半から人口が急増している。

## 気候
赤道に近いが、寒流のベンゲラ海流の影響で降水量が少なく、ステップ気候に属する。
| ルアンダの気候                                       | ルアンダの気候 | ルアンダの気候 | ルアンダの気候 | ルアンダの気候 | ルアンダの気候 | ルアンダの気候 | ルアンダの気候 | ルアンダの気候 | ルアンダの気候 | ルアンダの気候 | ルアンダの気候 | ルアンダの気候 | ルアンダの気候 |
| 月                                                   | 1月            | 2月            | 3月            | 4月            | 5月            | 6月            | 7月            | 8月            | 9月            | 10月           | 11月           | 12月           | 年             |
| ---------------------------------------------------- | -------------- | -------------- | -------------- | -------------- | -------------- | -------------- | -------------- | -------------- | -------------- | -------------- | -------------- | -------------- | -------------- |
| 最高気温記録 °C （°F）                               | 32.8 (91)      | 35.0 (95)      | 35.0 (95)      | 34.4 (93.9)    | 36.1 (97)      | 31.7 (89.1)    | 29.4 (84.9)    | 28.3 (82.9)    | 28.9 (84)      | 31.7 (89.1)    | 36.7 (98.1)    | 34.4 (93.9)    | 36.7 (98.1)    |
| 平均最高気温 °C （°F）                               | 28.3 (82.9)    | 29.4 (84.9)    | 30.0 (86)      | 29.4 (84.9)    | 27.8 (82)      | 25.0 (77)      | 23.3 (73.9)    | 23.3 (73.9)    | 24.4 (75.9)    | 26.1 (79)      | 27.8 (82)      | 28.3 (82.9)    | 26.9 (80.4)    |
| 日平均気温 °C （°F）                                 | 25.8 (78.4)    | 26.7 (80.1)    | 27.0 (80.6)    | 26.7 (80.1)    | 25.3 (77.5)    | 22.5 (72.5)    | 20.8 (69.4)    | 20.6 (69.1)    | 21.9 (71.4)    | 23.9 (75)      | 25.3 (77.5)    | 25.8 (78.4)    | 24.4 (75.9)    |
| 平均最低気温 °C （°F）                               | 23.3 (73.9)    | 23.9 (75)      | 23.9 (75)      | 23.9 (75)      | 22.8 (73)      | 20.0 (68)      | 18.3 (64.9)    | 17.8 (64)      | 19.4 (66.9)    | 21.7 (71.1)    | 22.8 (73)      | 23.3 (73.9)    | 21.8 (71.2)    |
| 最低気温記録 °C （°F）                               | 20.6 (69.1)    | 21.1 (70)      | 21.1 (70)      | 21.1 (70)      | 17.8 (64)      | 15.0 (59)      | 14.4 (57.9)    | 14.4 (57.9)    | 16.7 (62.1)    | 18.3 (64.9)    | 20.0 (68)      | 19.4 (66.9)    | 14.4 (57.9)    |
| 降水量 mm （inch）                                   | 25.4 (1)       | 35.6 (1.402)   | 76.2 (3)       | 116.8 (4.598)  | 12.7 (0.5)     | 1.3 (0.051)    | 0.0 (0)        | 1.3 (0.051)    | 2.5 (0.098)    | 5.1 (0.201)    | 27.9 (1.098)   | 20.3 (0.799)   | 325.1 (12.799) |
| 平均降水日数 （≥0.1 mm）                             | 3              | 3              | 6              | 8              | 2              | 0              | 0              | 0              | 1              | 2              | 4              | 3              | 32             |
| % 湿度                                               | 77.5           | 75.5           | 77.0           | 79.5           | 79.5           | 78.5           | 79.5           | 81.0           | 80.0           | 79.0           | 78.0           | 77.0           | 78.5           |
| 平均月間日照時間                                     | 217            | 198            | 217            | 180            | 217            | 210            | 155            | 155            | 150            | 155            | 180            | 186            | 2,220          |
| 出典1：Sistema de Clasificación Bioclimática Mundial |                |                |                |                |                |                |                |                |                |                |                |                |                |
| 出典2：BBC Weather                                   |                |                |                |                |                |                |                |                |                |                |                |                |                |

## 経済
産業には加工食品、飲料、織物、セメントや他の建築資材、プラスチック製品、金物、タバコ、靴の生産が含まれる。近郊で産する石油の精製所があるが、この施設は内戦のあいだ、繰り返し被害を受けた。
ルアンダには天然の港があり、主要な輸出品目にはコーヒー、綿、砂糖、ダイヤモンド、鉄、塩がある。

## 交通

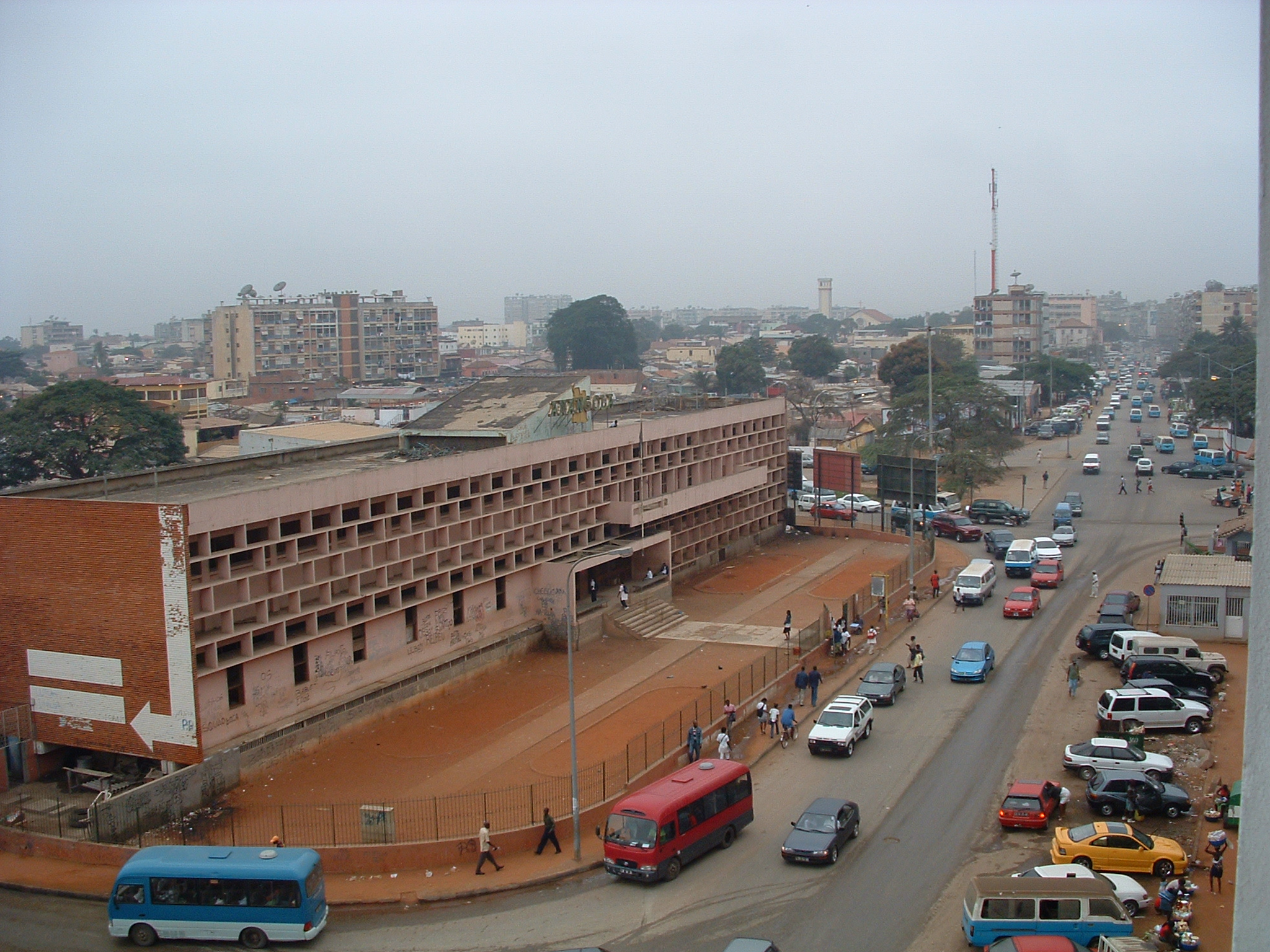
市内

### 空港
- クアトロ・デ・フェベレイロ空港
- ドクター・アントニオ・アゴスティニョ・ネト国際空港（2023年11月10日開港）

## 教育

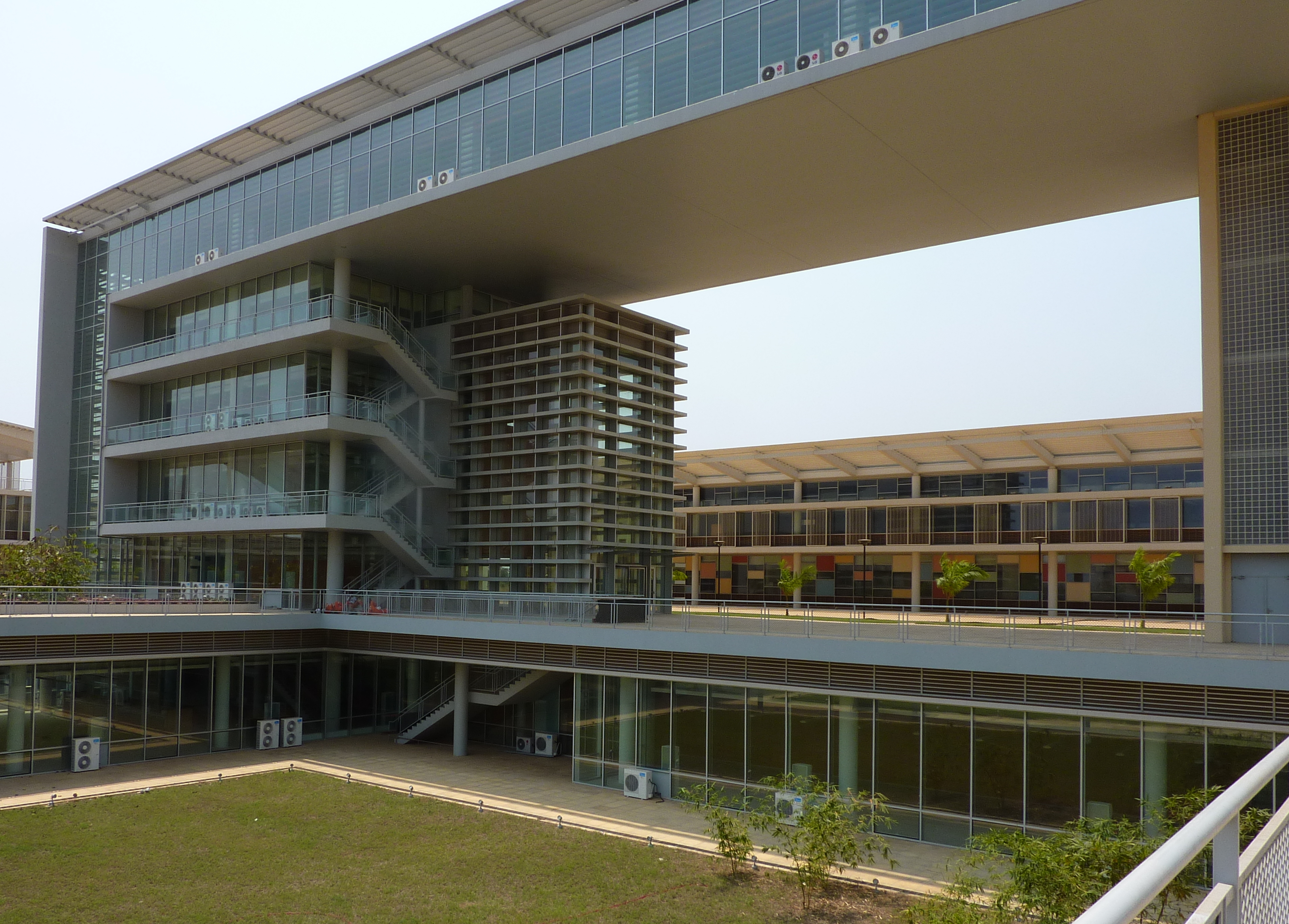
アゴスティーニョ・ネト大学

## スポーツ

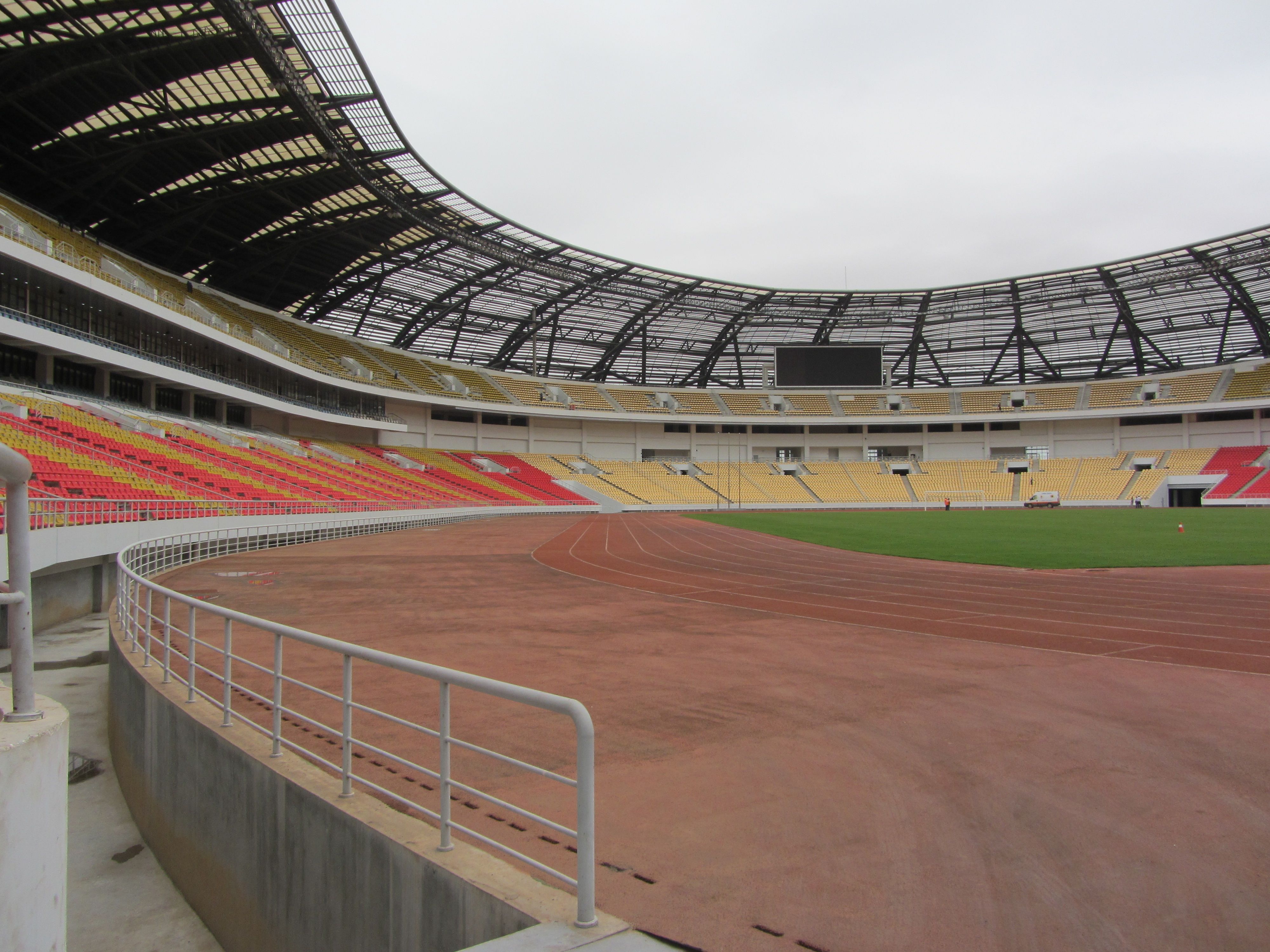
エスタジオ・オンジ・デ・ノヴェンブロ

### 鉄道
ルアンダ鉄道の出発地である。

### 港湾
- ルアンダ港

## 姉妹都市
- ベロオリゾンテ（ブラジル連邦共和国、1968年）
- サルヴァドール・ダ・バイーア（ブラジル連邦共和国）
- ポルト（ポルトガル、1999年）
- ヒューストン（アメリカ合衆国、2003年）
- オアハカ（メキシコ合衆国、2006年）